# Provincia Bolu
Provincia Bolu este o provincie a Turciei cu o suprafață de 7,410 km², localizată în partea de nord-est a țării, în regiunea Mării Negre.

## Districte
Adana este divizată în 9 districte (capitala districtului este subliniată):
- Bolu
- Dörtdivan
- Gerede
- Göynük
- Kıbrıscık
- Mengen
- Mudurnu
- Seben
- Yeniçağa